# Pilisi erdőispánság
A pilisi erdőispánság királyi udvarbirtok volt a 12. század végétől a Pilis erdő és hegység területén, amit erdőóvó–ardó szolgálónépek laktak. Vezetőjét, a pilisi ispánt (comes) – aki az erdőispánság gondnoka volt, nem megyésispán – 1225-ben említik először. A tatárjárás után az erdőbirtokot IV. Béla feleségének, Mária királynénak adta, s ekkor épült fel Visegrádon a kővár. A 14. század végéig a visegrádi várnagy volt egyben a pilisi ispán is, ezután a cím megszűnt. Az erdőispánság területe lassan benépesült, a terület nemesi vármegyévé alakult (Pilis vármegye).